# Язык тела (фильм, 1995)
«Язык тела» (англ. Body Language) — американский художественный телефильм 1995 года, триллер с элементами детектива, снятый режиссёром Джорджем Кэйсом. Главные роли в фильме исполнили Том Беренджер, Нэнси Трэвис, Роберт Патрик, Эдди Джоунс, Дэна Глэдстоун и Хайди Шанц. Премьера фильма состоялась 22 июля 1995 года в США.

## Сюжет
Преуспевающий адвокат Гэвин Синтклэр, вместе с другим со своей помощницей Терезой Джанис Харлоу, занят защитой крупного мафиозо. Как будто бы случайно Гэвин знакомится с обворожительной стриптизёршей Дорой.
Их знакомство перерастает в страстную любовь. Дора рассказывает своему любовнику печальную историю о том, что её обижает её бывший сожитель. Она просит Гэвина помочь и в результате впутывает его в тёмные дела, связанные с убийством.

## В ролях
- Том Беренджер — адвокат Гэвин Синтклэр
- Нэнси Трэвис — адвокат Тереза Джанис Харлоу или просто «T. J.»
- Роберт Патрик — Делберт Рэдли
- Эдди Джоунс — Мак Брофи
- Дэна Глэдстоун — адвокат Стив Кроули
- Хайди Шанц — Пандора Цирце или просто Дора